# テルマがゆく! 93歳のやさしいリベンジ
『テルマがゆく! 93歳のやさしいリベンジ』（原題:Thelma）は2024年に公開されたアメリカ合衆国・スイス合作のコメディ映画である。監督はジョシュ・マーゴリン、主演はジューン・スキッブが務めた。
スキッブは製作当時93歳にして映画初主演となり、アクションやスタントのほとんどを自身で演じた。また、本作はマーゴリンの長編映画監督デビュー作であり、リチャード・ラウンドトゥリーの遺作でもある。

## 概略
ロサンゼルス。93歳のテルマはオレオレ詐欺に引っかかり、犯人に指定された住所に1万ドルを郵送してしまった。騙されたことに気付いたテルマだったが、警察は信用できず、かといって泣き寝入りするつもりもなかった。そこで、テルマは長く疎遠だった知人、ベンの助けを借りてその住所に乗り込むことにした。

## キャスト
- テルマ：ジューン・スキッブ
- ダニエル：フレッド・ヘッキンジャー
- ベン：リチャード・ラウンドトゥリー
- アラン：クラーク・グレッグ
- ゲイル：パーカー・ポージー
- ハーヴェイ：マルコム・マクダウェル
- ロシェル：ニコール・バイヤー
- コリン：クイン・ベスウィック
- アリー：コーラル・ペーニャ
- マイケル：エイダン・フィスク
- モナ：バニー・レヴィン
- ウィンストン：ルーベン・ラバサ

## 製作
2022年11月、本作の主要キャストが発表された。2024年1月16日、ニック・チューバが本作で使用される楽曲を手掛けるとの報道があった。6月21日、ミラン・レコーズが本作のサウンドトラックを発売した。
なお、マーゴリン監督は祖母に詐欺電話がかかってきたことから本作の着想を得たが、映画とは異なり、家族のお陰で詐欺は未遂に終わっている。

## 公開・マーケティング
2024年1月18日、本作はサンダンス映画祭でプレミア上映された。30日、マグノリア・ピクチャーズが本作の全米配給権を獲得したと報じられた。5月10日、本作のオフィシャル・トレイラーが公開された。
本作は『ザ・バイクライダーズ』や『ザ・エクソシズム』と同じ週に公開され、公開初週末に190万ドル前後を稼ぎ出すと予想されたが、実際の数字はそれを若干上回るものとなった。2024年6月21日、本作は全米1290館で封切られ、公開初週末に230万ドルを稼ぎ出し、週末興行収入ランキング初登場8位となった。

## 評価
本作は批評家から絶賛されている。映画批評集積サイトのRotten Tomatoesには206件のレビューがあり、批評家支持率は98%となっている。サイト側による批評家の見解の要約は「『テルマがゆく! 93歳のやさしいリベンジ』はジューン・スキッブの才能を存分に堪能できる。安っぽい笑いに陥ることなく、いくつかの真面目な問題における明るい側面を浮き彫りにしている」となっている。また、Metacriticには42件のレビューがあり、加重平均値は77/100となっている。
なお、本作は第96回ナショナル・ボード・オブ・レビュー賞でインディペンデント映画トップ10に選出された。